# Sojuz 2 (rakieta)
Sojuz 2 (ros. Союз 2) – rakieta nośna oparta konstrukcyjnie na pocisku balistycznym R-7.
Rakieta została zaprojektowana jako następczyni używanej do 2017 roku rakiety Sojuz-U. W kosmos za pomocą rakiety wynoszone są sztuczne satelity najnowszej generacji, towarowe i załogowe statki kosmiczne czyli Progress i Sojuz.

## Dane techniczne
Rakieta Sojuz 2 swą konstrukcję zawdzięcza poprzednim rakietom serii Sojuz. To rakieta dwustopniowa, posiadająca cztery rozpędzające moduły z silnikami RD-107. Człon pierwszy posiada jeden silnik RD-108, a w członie drugim zamontowano jednostkę napędową RD-0110 lub RD-0124. Te rakiety mogą startować zarówno w wersji dwustopniowej, jak i z zamontowanym członem Fregat lub członem Wołga. Rakieta korzysta z nafty RG-1 i ciekłego tlenu (wyjątkiem są człony Fregat i Wołga wykorzystujące 1,1-dimetylohydrazynę i tetratlenek diazotu).

## Historia
Pierwszy start rakiety był z kosmodromu Plesieck (Rosja) 8 listopada 2004. Rakieta wykonała lot suborbitalny z wykorzystaniem kapsuły satelity typu Zenit-8 jako symulatora masy. Od 2010 r. rakiety Sojuz 2 zastąpiły rakiety typu Mołnia M.
W październiku 2011 r. z kosmodromu Kourou wystartowała rakieta Sojuz 2.1b (znana jako Sojuz ST-B) z członem Fregat, wynosząc na orbitę satelity europejskiego systemu nawigacyjnego Galileo: IOV1 i IOV2. Ten lot był pierwszym rakiety Sojuz z tego kosmodromu (dotychczas rakiety tego typu startowały z kosmodromów w Rosji lub z Bajkonuru w Kazachstanie). Wersje startujące z kosmodromu Kourou są zmodyfikowane w porównaniu do zwykłych Sojuzów 2 (m.in. mają dodatkową awionikę wyprodukowaną przez europejskich producentów) i noszą oznaczenie Sojuz ST (ST-A lub ST-B, w zależności od użytego wariantu).
Opracowano również rakietę Sojuz 2.1w (jej stara nazwa to Sojuz 1), która (różnie od rakiet opartych na pocisku R-7) nie posiada członów wspomagających, wyposażonych w silniki RD-107, zamiast silnika RD-108 pierwszy człon posiada silnik kierunkowy RD-0110R i NK-33A, będący ulepszoną wersją silnika NK-33, przeznaczonego pierwotnie do radzieckiej rakiety N1. Drugi człon napędza silnik RD-0124. Pierwszy start tej rakiety był 28 grudnia 2013 roku.
Z dotychczasowych startów różnych wersji rakiety, cztery były nieudane, a trzy częściowo udane.

## Wyrzutnie obsługujące rakietę
- 1 – Plesieck; LC43
- 2 – Bajkonur; LC31
- 3 – Kourou; ELS
- 4 – Wostocznyj; 1S

## Historia startów (stan 15.2.2024 r.)
| Nr  | Data i godzina startu (GMT)    | Konfiguracja            | Miejsce startu    | Misja                 | Ładunek                                                                       | Uwagi |
| --- | ------------------------------ | ----------------------- | ----------------- | --------------------- | ----------------------------------------------------------------------------- | --- |
| 1   | 8 listopada 2004, 18:29        | Sojuz 2.1a              | LC-43/4, Plesieck | Start udany           | Zenit-8 (symulator masy)                                                      | Start sprawdzający, lot suborbitalny                                                                            |
| 2   | 19 października 2006, 16:28    | Sojuz 2.1a/ST Fregat    | LC-31/6, Bajkonur | Start udany           | Metop-A                                                                       | Satelita meteorologiczny                                                                                        |
| 3   | 24 grudnia 2006, 08:34         | Sojuz 2.1a/ST Fregat    | LC-43/4, Plesieck | Start udany           | Meridian 1                                                                    | Satelita komunikacyjny                                                                                          |
| 4   | 27 grudnia 2006, 14:28         | Sojuz 2.1b/ Fregat      | LC-31/6, Bajkonur | Start udany           | COROT                                                                         | Teleskop kosmiczny                                                                                              |
| 5   | 26 lipca 2008, 18:31           | Sojuz 2.1b              | LC-43/4, Plesieck | Start udany           | Kosmos 2441                                                                   | Satelita rozpoznawczy                                                                                           |
| 6   | 21 maja 2009, 21:53            | Sojuz 2.1a/ Fregat      | LC-43/4, Plesieck | Start częściowo udany | Meridian 2                                                                    | Satelita komunikacyjny                                                                                          |
| 7   | 17 września 2009, 15:55        | Sojuz 2.1b/Fregat       | LC-31/6, Bajkonur | Start udany           | Meteor-M1 Uniwersyteckij-Tatiana-2 Sterch-2 IRIS UGATUSAT SumbandilaSat BLITS | Satelita meteorologiczny oraz zestaw małych satelitów naukowych                                                 |
| 8   | 19 października 2010, 17:10    | Sojuz 2.1a/ Fregat-M    | LC-31/6, Bajkonur | Start udany           | Globalstar-2 F1 (6 satelitów)                                                 | Satelity komunikacyjne                                                                                          |
| 9   | 2 listopada 2010, 00:58        | Sojuz 2.1a/ Fregat-M    | LC-43/4, Plesieck | Start udany           | Meridian 3                                                                    | Satelita komunikacyjny                                                                                          |
| 10  | 26 lutego 2011, 03:07          | Sojuz 2.1b/ Fregat-M    | LC-43/4, Plesieck | Start udany           | GLONASS_K                                                                     | Satelita Nawigacyjny                                                                                            |
| 11  | 4 maja 2011, 17:41             | Sojuz 2.1a/ Fregat-M    | LC-43/4, Plesieck | Start udany           | Meridian 4                                                                    | Satelita komunikacyjny                                                                                          |
| 12  | 13 lipca 2011, 02:27           | Sojuz 2.1a/ Fregat-M    | LC-31/6, Bajkonur | Start udany           | Globalstar-2 F2 (6 satelitów)                                                 | Satelity komunikacyjne                                                                                          |
| 13  | 2 października 2011, 20:15     | Sojuz 2.1b/ Fregat      | LC-43/4, Plesieck | Start udany           | GLONASS-M                                                                     | Satelita nawigacyjny                                                                                            |
| 14  | 21 października 2011, 0:30     | Sojuz 2.1b/ST Fregat-MT | ELS, Kourou       | Start udany           | IOV FM1 & FM2                                                                 | Satelity nawigacyjne                                                                                            |
| 15  | 28 listopada 2011, 08:25       | Sojuz 2.1b/Fregat-M     | LC-43/4, Plesieck | Start udany           | GLONASS-M                                                                     | Satelita nawigacyjny                                                                                            |
| 16  | 17 grudnia 2011, 02:03         | Sojuz 2.1a/ST Fregat    | ELS, Kourou       | Start udany           | Pleiades 1A SSOT ELISA (4 satelity)                                           | Satelita teledetekcyjny Satelita obserwacji Ziemi dla Chile Satelity z serii Electronic Intelligence Satellites |
| 17  | 23 grudnia 2011, 12:08         | Sojuz 2.1b/ Fregat-M    | LC-43/4, Plesieck | Start nieudany        | Meridian 5                                                                    | Satelita komunikacyjny                                                                                          |
| 18  | 28 grudnia 2011, 17:09         | Sojuz 2.1a/ Fregat-M    | LC-31/6, Bajkonur | Start udany           | Globalstart 2 (x6)                                                            | Satelity komunikacyjne                                                                                          |
| 19  | 17 września 2012, 16:28        | Sojuz 2.1a/ Fregat-M    | LC-31/6, Bajkonur | Start udany           | Metop-B                                                                       | Satelita meteorologiczny                                                                                        |
| 20  | 12 października 2012, 18:15    | Sojuz 2.1b/ST Fregat-MT | ELS, Kourou       | Start udany           | IOV FM3 & FM4                                                                 | Satelity nawigacyjne                                                                                            |
| 21  | 14 listopada 2012, 11:42       | Sojuz 2.1a/ Fregat-M    | LC-43/4, Plesieck | Start udany           | Meridian 6                                                                    | Satelita komunikacyjny                                                                                          |
| 22  | 2 grudnia 2012, 02:02          | Sojuz 2.1a/ST Fregat    | ELS, Kourou       | Start udany           | Pleiades 1B                                                                   | Satelita rozpoznawczy                                                                                           |
| 23  | 6 lutego 2013, 16:04           | Sojuz 2.1a/ Fregat-M    | LC-31/6, Bajkonur | Start udany           | Globalstar-2 (x6)                                                             | Satelity komunikacyjne                                                                                          |
| 24  | 19 kwietnia 2013, 10:00        | Sojuz 2.1a              | LC-31/6, Bajkonur | Start udany           | Bion-M1 Beesat-2 Beesat-3 SOMP OSSI-1 AIST 2 Dove 2                           | Satelita biologiczny Satelity demonstracyjne                                                                    |
| 25  | 26 kwietnia 2013, 05:23        | Sojuz 2.1b/ Fregat-M    | LC-43/4, Plesieck | Start udany           | Kosmos 2485 (GLONASS-M)                                                       | Satelita nawigacyjny                                                                                            |
| 26  | 7 czerwca 2013 / 18:37         | Sojuz 2.1b              | LC-43/4, Plesieck | Start udany           | Kosmos 2486 (Persona)                                                         | Satelita szpiegowski                                                                                            |
| 27  | 25 czerwca 2013, 17:28         | Sojuz 2.1b              | LC-31/6, Bajkonur | Start udany           | Resurs-P 1                                                                    | Satelita obserwacji Ziemi                                                                                       |
| 28  | 25 czerwca 2013, 19:27         | Sojuz 2.1b/ST Fregat-MT | ELS, Kourou       | Start udany           | O3b-1/2/3/4                                                                   | Satelity komunikacyjne                                                                                          |
| 29  | 19 grudnia 2013, 09:12         | Sojuz 2.1b/ST Fregat-MT | ELS, Kourou       | Start udany           | Gaia                                                                          | Sonda kosmiczna                                                                                                 |
| 30  | 28 grudnia 2013, 12:30         | Sojuz 2.1w/ Wołga       | LC-43/4, Plesieck | Start udany           | Kosmos 2492 (SKRL-756 No. 1) Kosmos 2493 (SKRL-756 No. 2) AIST 1              | Satelity kalibracji radaru, Satelita studencki                                                                  |
| 31  | 23 marca 2014, 22:54           | Sojuz 2.1b/ Fregat-M    | LC-43/4, Plesieck | Start udany           | Kosmos 2494 (GLONASS-M)                                                       | Satelita nawigacyjny                                                                                            |
| 32  | 3 kwietnia 2014, 21:02         | Sojuz 2.1a/ST Fregat-M  | ELS, Kourou       | Start udany           | Sentinel 1A                                                                   | Satelita obserwacji Ziemi                                                                                       |
| 33  | 6 maja 2014, 13:49:35          | Sojuz 2.1a              | LC-43/4, Plesieck | Start udany           | Kosmos 2495 (Kobalt-M)                                                        | Satelita szpiegowski                                                                                            |
| 34  | 14 czerwca 2014, 17:16:48      | Sojuz 2.1b/ Fregat-M    | LC-43/4, Plesieck | Start udany           | Kosmos 2500 (GLONASS-M)                                                       | Satelita nawigacyjny                                                                                            |
| 35  | 8 lipca 2014, 15:58:28         | Sojuz 2.1b/ Fregat-M    | LC-31/6, Bajkonur | Start udany           | Meteor-M2 Relek (MKA-PN 2) DX-1 SkySat 2 UKube-1 AISSat-2 TechDemoSat 1       | Satelity naukowe, Satelity eksperymentalne                                                                      |
| 36  | 10 lipca 2014, 18:55:56        | Sojuz 2.1b/ST Fregat-MT | ELS, Kourou       | Start udany           | O3b-5/6/7/8                                                                   | Satelity komunikacyjne                                                                                          |
| 37  | 18 lipca 2014, 20:50:00        | Sojuz 2.1a              | LC-31/6, Bajkonur | Start udany           | Foton M-4                                                                     | Satelita badawczy                                                                                               |
| 38  | 22 sierpnia 2014, 12:27:11     | Sojuz 2.1b/ST Fregat-MT | ELS, Kourou       | Start częściowo udany | FOC-1 FOC-2                                                                   | Satelity nawigacyjne Awaria członu Fregat, satelity wypuszczono na niewłaściwej orbicie                         |
| 39  | 29 października 2014, 07:09:43 | Sojuz 2.1a              | LC-31/6, Bajkonur | Start udany           | Progress M-25M                                                                | Zaopatrzenie MSK                                                                                                |
| 40  | 30 października 2014, 01:42:52 | Sojuz 2.1a/ Fregat-M    | LC-43/4, Plesieck | Start udany           | Meridian 7                                                                    | Satelita komunikacyjny                                                                                          |
| 41  | 30 listopada 2014, 21:52:26    | Sojuz 2.1b/ Fregat-M    | LC-43/4, Plesieck | Start udany           | Kosmos 2501 (GLONASS-K1)                                                      | Satelita nawigacyjny                                                                                            |
| 42  | 18 grudnia 2014, 18:37:00      | Sojuz 2.1b/ST Fregat-MT | ELS, Kourou       | Start udany           | O3b-9/10/11/12                                                                | Satelity komunikacyjne                                                                                          |
| 43  | 25 grudnia 2014, 03:01:13      | Sojuz 2.1b              | LC-43/4, Plesieck | Start udany           | Kosmos 2502 (Lotos-S)                                                         | Satelita rozpoznawczy                                                                                           |
| 44  | 26 grudnia 2014, 18:55:50      | Sojuz 2.1b              | LC-31/6, Bajkonur | Start udany           | Resurs-P 2                                                                    | Satelita obserwacji Ziemi                                                                                       |
| 45  | 27 lutego 2015, 11:01:36       | Sojuz 2.1a              | LC-43/4, Plesieck | Start udany           | Kosmos 2503 (Bars-M)                                                          | Satelita rozpoznawczy                                                                                           |
| 46  | 27 marca 2015, 21:46:18        | Sojuz 2.1b/ST Fregat-MT | ELS, Kourou       | Start udany           | FOC-3 FOC-4                                                                   | Satelity nawigacyjne                                                                                            |
| 47  | 28 kwietnia 2015, 07:09:50     | Sojuz 2.1a              | LC-31/6, Bajkonur | Start udany           | Progress M-27M                                                                | Awaria pojazdu po oddzieleniu od rakiety. Misję uznano za nieudaną.                                             |
| 48  | 5 czerwca 2015, 15:23:54       | Sojuz 2.1a              | LC-43/4, Plesieck | Start udany           | Kosmos 2505 (Kobalt-M)                                                        | Satelita rozpoznawczy                                                                                           |
| 49  | 23 czerwca 2015, 16:44:00      | Sojuz 2.1b              | LC-43/4, Plesieck | Start udany           | Kosmos 2506 (Persona)                                                         | Satelita rozpoznawczy                                                                                           |
| 50  | 11 września 2015, 02:08:10     | Sojuz 2.1b/ST Fregat-MT | ELS, Kourou       | Start udany           | FOC-5 FOC-6                                                                   | Satelity nawigacyjne                                                                                            |
| 51  | 17 listopada 2015, 06:33:41    | Sojuz 2.1b/ Fregat-M    | LC-43/4, Plesieck | Start udany           | Kosmos 2510 (EKS)                                                             | Satelita rozpoznawczy                                                                                           |
| 52  | 5 grudnia 2015, 14:08:33       | Sojuz 2.1w/ Wołga       | LC-43/4, Plesieck | Start częściowo udany | Kosmos 2511 (Kanopus-ST) Kosmos 2512                                          | Kosmos 2511 nie oddzielił się od stopnia górnego                                                                |
| 53  | 17 grudnia 2015, 11:51:56      | Sojuz 2.1b/ST Fregat-MT | ELS, Kourou       | Start udany           | FOC-8 FOC-9                                                                   | Satelity nawigacyjne                                                                                            |
| 54  | 21 grudnia 2015, 08:44:39      | Sojuz 2.1a              | LC-31/6, Bajkonur | Start udany           | Progress MS-01                                                                | Zaopatrzenie MSK                                                                                                |
| 55  | 7 lutego 2016, 00:21           | Sojuz 2.1b/ Fregat-M    | LC-43/4, Plesieck | Start udany           | Kosmos 2514 (GLONASS-M)                                                       | Satelita nawigacyjny                                                                                            |
| 56  | 13 marca 2016, 18:56:00        | Sojuz 2.1b              | LC-43/4, Plesieck | Start udany           | Resurs-P 3                                                                    | Satelita obserwacji Ziemi                                                                                       |
| 57  | 24 marca 2016, 09:42:00        | Sojuz 2.1a              | LC-43/4, Plesieck | Start udany           | Kosmos 2515 (Bars-M)                                                          | Satelita rozpoznawczy                                                                                           |
| 58  | 31 marca 2016, 16:23:57        | Sojuz 2.1a              | LC-31/6, Bajkonur | Start udany           | Progress MS-02                                                                | Zaopatrzenie MSK                                                                                                |
| 59  | 25 kwietnia 2016, 21:02:13     | Sojuz 2.1a/ST Fregat-M  | ELS, Kourou       | Start udany           | Sentinel 1B MICROSCOPE AAUSat 4, E-st@r 3, OUFTI-1                            | Satelita obserwacji Ziemi Satelita badawczy Satelity technologiczne                                             |
| 60  | 28 kwietnia 2016, 02:01:21     | Sojuz 2.1a/ Wołga       | 1S, Wostocznyj    | Start udany           | Michajło Łomonosow AIST-2D, SamSat 218                                        | Satelita badawczy Satelity technologiczne                                                                       |
| 61  | 24 maja 2016, 08:48:43         | Sojuz 2.1b/ST Fregat-MT | ELS, Kourou       | Start udany           | FOC-10 FOC-11                                                                 | Satelity nawigacyjne                                                                                            |
| 62  | 29 maja 2016, 08:44:35         | Sojuz 2.1b/ Fregat-M    | LC-43/4, Plesieck | Start udany           | Kosmos 2516 (GLONASS-M)                                                       | Satelita nawigacyjny                                                                                            |
| 63  | 28 stycznia 2017, 01:03:34     | Sojuz 2.1b/ST Fregat-MT | ELS, Kourou       | Start udany           | Hispasat 36W-1                                                                | Satelita komunikacyjny                                                                                          |
| 64  | 18 maja 2017, 11:54:53         | Sojuz 2.1a/ST Fregat-M  | ELS, Kourou       | Start udany           | SES-15                                                                        | Satelita komunikacyjny                                                                                          |
| 65  | 25 maja 2017, 06:33:41         | Sojuz 2.1b/ Fregat-M    | LC-43/4, Plesieck | Start udany           | Kosmos 2518 (EKS-2)                                                           | Satelita rozpoznawczy                                                                                           |
| 66  | 14 czerwca 2017, 09:20:13      | Sojuz 2.1a              | LC-31/6, Bajkonur | Start udany           | Progress MS-06                                                                | Zaopatrzenie MSK                                                                                                |
| 67  | 23 czerwca 2017, 18:04:39      | Sojuz 2.1w/ Wołga       | LC-43/4, Plesieck | Start udany           | Kosmos 2519                                                                   | Wojskowy satelita geodezyjny 14F150 Naprjażienie; projekt Niwielir-ZU                                           |
| 68  | 14 lipca 2017, 06:36:49        | Sojuz 2.1a/ Fregat-M    | LC-31/6, Bajkonur | Start udany           | Kanopus-V-IK i 72 inne małe satelity                                          | 73 satelity na 3 różne wysokości na niskiej orbicie okołoziemskiej                                              |
| 69  | 22 września 2017, 00:02        | Sojuz 2.1b/ Fregat-M    | LC-43/4, Plesieck | Start udany           | GLONASS M 752                                                                 | Satelity nawigacyjne                                                                                            |
| 70  | 14 października 2017, 08:46    | Sojuz 2.1a              | LC-31/6, Bajkonur | Start udany           | Progress MS-07                                                                | Zaopatrzenie MSK                                                                                                |
| 71  | 28 listopada 2017, 05:41       | Sojuz 2.1b/ Fregat-M    | 1S, Wostocznyj    | Start nieudany        | Meteor-M N2-1                                                                 | Satelita meteorologiczny. Człon Fregat uruchomiony w niewłaściwym miejscu i zdeorbitował ładunek.               |
| 72  | 2 grudnia 2017, 10:43          | Sojuz 2.1b              | LC-43/4, Plesieck | Start udany           | Kosmos-2524                                                                   | Satelita wojskowy                                                                                               |
| 73  | 1 lutego 2018, 02:07           | Sojuz 2.1a/ Fregat-M    | 1S, Wostocznyj    | Start udany           | Kanopus 3 & 4                                                                 | Satelity obserwacyjne                                                                                           |
| 74  | 13 lutego 2018, 13:33          | Sojuz 2.1a              | LC-31/6, Bajkonur | Start udany           | Progress MS-08                                                                | Zaopatrzenie MSK                                                                                                |
| 75  | 9 marca 2018, 17:10            | Sojuz-STB/Fregat-MT     | ELS, Kourou       | Start udany           | O3b X4                                                                        | Satelity komunikacyjne                                                                                          |
| 76  | 29 marca 2018, 17:38           | Sojuz 2.1w              | LC-43/4, Plesieck | Start udany           | Kosmos 2525                                                                   | Wojskowy satelita rozpoznawczy                                                                                  |
| 77  | 16 czerwca 2018, 21:30         | Sojuz 2.1b/Fregat-M     | LC-43/4, Plesieck | Start udany           | GLONASS-M 756                                                                 | Satelita nawigacyjny                                                                                            |
| 78  | 9 lipca 2018, 21:51            | Sojuz 2.1a              | LC-31/6, Bajkonur | Start udany           | Progress MS-09                                                                | Zaopatrzenie MSK                                                                                                |
| 79  | 25 października 2018, 0:15     | Sojuz 2.1b              | LC-41/4, Plesieck | Start udany           | Lotus-S No.4                                                                  | Satelita ELINT                                                                                                  |
| 80  | 3 listopada 2018, 20:17        | Sojuz 2.1b/Fregat-M     | LC-43/4, Plesieck | Start udany           | GLONASS-M 757                                                                 | Satelita nawigacyjny                                                                                            |
| 81  | 7 listopada 2018, 00:47:27     | Sojuz ST-B/Fregat-M     | ELS, Kourou       | Start udany           | MetOp-C                                                                       | Satelita meteorologiczny                                                                                        |
| 82  | 19 grudnia 2018, 16:37:14      | Sojuz ST-A/Fregat-M     | ELS, Kourou       | Start udany           | CSO 1                                                                         | Wojskowy satelita rozpoznawczy                                                                                  |
| 83  | 27 grudnia 2018, 02:07:18      | Sojuz 2.1a/Fregat-M     | 1S, Wostocznyj    | Start udany           | Kanopus-V.5 & 6 i 26 inne małe satelity                                       | Kanopus - satelity obserwacyjne                                                                                 |
| 84  | 21 lutego 2019, 16:47          | Sojuz 2.1b/Fregat-M     | LC-31/6, Bajkonur | Start udany           | EgyptSat-A                                                                    | Satelita obserwacyjny                                                                                           |
| 85  | 27 lutego 2019, 21:37          | Sojuz ST-B/Fregat-M     | ELS, Kourou       | Start udany           | 6xOneWeb                                                                      | Satelity telekomunikacyjne                                                                                      |
| 86  | 4 kwietnia 2019, 11:01:35      | Sojuz 2.1a              | LC-31/6, Bajkonur | Start udany           | Progress MS-11                                                                | Zaopatrzenie MSK                                                                                                |
| 87  | 4 kwietnia 2019, 17:03:37      | Sojuz ST-B/Fregat-MT    | ELS, Kourou       | Start udany           | O3b F5                                                                        | Satelity telekomunikacyjne                                                                                      |
| 88  | 27 maja 2019, 06:23            | Sojuz 2.1b/Fregat-M     | LC-43/4, Plesieck | Start udany           | GLONASS-M (58)                                                                | Satelita nawigacyjny                                                                                            |
| 89  | 5 lipca 2019, 05:41:46         | Sojuz 2.1b/Fregat-M     | 1S, Wostocznyj    | Start udany           | Meteor M2-2 i 32 inne małe satelity                                           | Meteor - satelita meteorologiczny                                                                               |
| 90  | 10 lipca 2019, 17:14           | Sojuz 2.1w/Wołga        | LC-43/4, Plesieck | Start udany           | Kosmos 2535-2538                                                              | Cztery satelity wojskowe                                                                                        |
| 91  | 30 lipca 2019, 05:56           | Sojuz 2.1a/Fregat-M     | LC-43/4, Plesieck | Start udany           | Meridian-M 18L                                                                | Wojskowy satelita telekomunikacyjny                                                                             |
| 92  | 31 lipca 2019, 12:10:46        | Sojuz 2.1a              | LC-31/6, Bajkonur | Start udany           | Progress MS-12                                                                | Zaopatrzenie MSK                                                                                                |
| 93  | 22 sierpnia 2019, 03:38:22     | Sojuz 2.1a              | LC-1, Bajkonur    | Start udany           | Sojuz MS-14                                                                   | Bezzałogowy lot testowy na MSK                                                                                  |
| 94  | 26 września 2019, 07:46        | Sojuz 2.1b/Fregat-M     | LC-43/4, Plesieck | Start udany           | EKS-3                                                                         | Satelita wojskowy                                                                                               |
| 95  | 25 listopada 2019, 17:52       | Sojuz 2.1w/Wołga        | LC-43/4, Plesieck | Start udany           | Kosmos 2542                                                                   | Wojskowy satelita wywiadowczy                                                                                   |
| 96  | 6 grudnia 2019, 09:34:11       | Sojuz 2.1a              | LC-31/6, Bajkonur | Start udany           | Progress MS-13                                                                | Zaopatrzenie MSK                                                                                                |
| 97  | 11 grudnia 2019, 08:54         | Sojuz 2.1b/Fregat-M     | LC-43/3, Plesieck | Start udany           | Glonass-M (59)                                                                | Satelita nawigacyjny                                                                                            |
| 98  | 18 grudnia 2019, 08:54:20      | Sojuz ST-A/Fregat-M     | ELS, Kourou       | Start udany           | CSG 1, CHEOPS i 3 inne małe satelity                                          | CSG 1 - radarowy satelita rozpoznawczy CHEOPS - sonda poszukująca egzoplanet                                    |
| 99  | 6 lutego 2020, 21:42:41        | Sojuz 2.1b/Fregat-M     | LC-31/6, Bajkonur | Start udany           | OneWeb 2                                                                      | 34 satelity telekomunikacyjne                                                                                   |
| 100 | 20 lutego 2020, 08:24:54       | Sojuz 2.1a/Fregat-M     | LC-43/3, Plesieck | Start udany           | Meridian-M 19L                                                                | Wojskowy satelita telekomunikacyjny                                                                             |
| 101 | 16 marca 2020, 18:28           | Sojuz 2.1b/Fregat-M     | LC-43/4, Plesieck | Start udany           | Glonass-M (59)                                                                | Satelita nawigacyjny                                                                                            |
| 102 | 21 marca 2020, 17:06:58        | Sojuz 2.1b/Fregat-M     | LC-31/6, Bajkonur | Start udany           | OneWeb 3                                                                      | 34 satelity telekomunikacyjne                                                                                   |
| 103 | 9 kwietnia 2020, 08:05:06      | Sojuz 2.1a              | LC-31/6, Bajkonur | Start udany           | Sojuz MS-16                                                                   | Dostarczenie załogi na MSK                                                                                      |
| 104 | 25 kwietnia 2020, 01:51:41     | Sojuz 2.1a              | LC-31/6, Bajkonur | Start udany           | Progress MS-14                                                                | Zaopatrzenie MSK                                                                                                |
| 105 | 22 maja 2020, 07:31            | Sojuz 2.1b/Fregat-M     | LC-43/4, Plesieck | Start udany           | EKS 4                                                                         | Wojskowy satelita wczesnego ostrzegania                                                                         |
| 106 | 23 lipca 2020, 14:26:21        | Sojuz 2.1a              | LC-31/6, Bajkonur | Start udany           | Progress MS-15                                                                | Zaopatrzenie MSK                                                                                                |
| 107 | 28 września 2020, 11:20        | Sojuz 2.1b/Fregat-M     | LC-43/4, Plesieck | Start udany           | Goniec-M 27/28/29 i 19 innych małych satelitów                                | Goniec - satelity telekomunikacyjne                                                                             |
| 108 | 14 października 2020, 05:45:04 | Sojuz 2.1a              | LC-31/6, Bajkonur | Start udany           | Sojuz MS-17                                                                   | Dostarczenie załogi na MSK                                                                                      |
| 109 | 25 października 2020, 19:08:42 | Sojuz 2.1b/Fregat-M     | LC-43/3, Plesieck | Start udany           | Glonass-K 15                                                                  | Satelita nawigacyjny                                                                                            |
| 110 | 2 grudnia 2020, 01:33:28       | Sojuz ST-A/Fregat-M     | ELS, Kourou       | Start udany           | Falcon Eye 2                                                                  | Satelita obserwacyjny                                                                                           |
| 111 | 3 grudnia 2020, 01:14          | Sojuz 2.1b/Fregat       | LC-43/4, Plesieck | Start udany           | Goniec-M 30/31/32, ERA-1                                                      | Goniec - satelity telekomunikacyjne                                                                             |
| 112 | 18 grudnia 2020, 12:26:26      | Sojuz 2.1b/Fregat       | 1S, Wostocznyj    | Start udany           | OneWeb 4                                                                      | 36 satelitów telekomunikacyjnych                                                                                |
| 113 | 29 grudnia 2020, 16:42         | Sojuz ST-A/Fregat-M     | ELS, Kourou       | Start udany           | CSO 2                                                                         | Satelita rozpoznawczy                                                                                           |
| 114 | 2 lutego 2021, 20:45:28        | Sojuz 2.1b              | LC-43/4, Plesieck | Start udany           | Lotos-S1                                                                      | Satelita rozpoznania elektronicznego                                                                            |
| 115 | 15 lutego 2021, 04:45:06       | Sojuz 2.1a              | LC-31/6, Bajkonur | Start udany           | Progress MS-16                                                                | Zaopatrzenie MSK                                                                                                |
| 116 | 28 lutego 2021, 06:55:01       | Sojuz 2.1b/Fregat       | LC-31/6, Bajkonur | Start udany           | Arktika-M 1                                                                   | Satelita meteorologiczny                                                                                        |
| 117 | 22 marca 2021, 06:07:12        | Sojuz 2.1a/Fregat       | LC-31/6, Bajkonur | Start udany           | CAS500 1 i 36 innych małych satelitów                                         | CAS500 1 – koreański satelita obserwacyjny                                                                      |
| 118 | 25 marca 2021, 02:47:33        | Sojuz 2.1b/Fregat       | 1S, Wostocznyj    | Start udany           | OneWeb 5                                                                      | 36 satelitów telekomunikacyjnych                                                                                |
| 119 | 9 kwietnia 2021, 07:42         | Sojuz 2.1a              | LC-31/6, Bajkonur | Start udany           | Sojuz MS-18                                                                   | Dostarczenie załogi na MSK                                                                                      |
| 120 | 25 kwietnia 2021, 22:14:08     | Sojuz 2.1b/Fregat       | 1S, Wostocznyj    | Start udany           | OneWeb 6                                                                      | 36 satelitów telekomunikacyjnych                                                                                |
| 121 | 28 maja 2021, 17:38:39         | Sojuz 2.1b/Fregat       | 1S, Wostocznyj    | Start udany           | OneWeb 7                                                                      | 36 satelitów telekomunikacyjnych                                                                                |
| 122 | 25 czerwca 2021, 19:50:00      | Sojuz 2.1b/Fregat       | LC-43/4, Plesieck | Start udany           | Lotos-S1                                                                      | Satelita rozpoznania elektronicznego                                                                            |
| 123 | 29 czerwca 2021, 23:27:20      | Sojuz 2.1a              | LC-31/6, Bajkonur | Start udany           | Progress MS-17                                                                | Zaopatrzenie MSK                                                                                                |
| 124 | 1 lipca 2021, 12:48:33         | Sojuz 2.1b/Fregat       | 1S, Wostocznyj    | Start udany           | OneWeb 8                                                                      | 36 satelitów telekomunikacyjnych                                                                                |
| 125 | 21 sierpnia 2021, 22:13:40     | Sojuz 2.1b/Fregat       | LC-31/6, Bajkonur | Start udany           | OneWeb 9                                                                      | 36 satelitów telekomunikacyjnych                                                                                |
| 126 | 9 września 2021, 19:59:47      | Sojuz 2.1w              | LC-43/4, Plesieck | Start udany           | Kosmos 2551                                                                   | Satelita rozpoznawczy                                                                                           |
| 127 | 14 września 2021, 18:07:19     | Sojuz 2.1b/Fregat       | LC-31/6, Bajkonur | Start udany           | OneWeb 10                                                                     | 36 satelitów telekomunikacyjnych                                                                                |
| 128 | 5 października 2021, 08:55     | Sojuz 2.1a              | LC-31/6, Bajkonur | Start udany           | Sojuz MS-19                                                                   | Dostarczenie załogi na MSK                                                                                      |
| 129 | 14 października 2021, 09:40:10 | Sojuz 2.1b/Fregat       | 1S, Wostocznyj    | Start udany           | OneWeb                                                                        | 36 satelitów telekomunikacyjnych                                                                                |
| 130 | 28 października 2021, 00:00:33 | Sojuz 2.1b              | LC-31/6, Bajkonur | Start udany           | Progress MS-18                                                                | Zaopatrzenie MSK                                                                                                |
| 131 | 24 listopada 2021, 13:06:35    | Sojuz 2.1b              | LC-31/6, Bajkonur | Start udany           | Priczał                                                                       | Moduł dla MSK                                                                                                   |
| 132 | 25 listopada 2021, 01:09:13    | Sojuz 2.1b/Fregat       | LC-43/4, Plesieck | Start udany           | Kosmos 2552                                                                   | Satelita obrony przeciwrakietowej                                                                               |
| 133 | 5 grudnia 2021, 00:19:20       | Sojuz ST-B/Fregat-MT    | ELS, Kourou       | Start udany           | Galileo FOC FM23, Galileo FOC FM24                                            | Satelity nawigacyjne                                                                                            |
| 134 | 8 grudnia 2021, 07:38:15       | Sojuz 2.1a              | LC-31/6, Bajkonur | Start udany           | Sojuz MS-20                                                                   | Dostarczenie załogi na MSK                                                                                      |
| 135 | 27 grudnia 2021, 13:10:37      | Sojuz 2.1b/Fregat       | LC-31/6, Bajkonur | Start udany           | OneWeb                                                                        | 36 satelitów telekomunikacyjnych                                                                                |
| 136 | 2 lutego 2022, 07:00:00        | Sojuz 2.1a/Fregat       | LC-43/4, Plesieck | Start udany           | Neitron                                                                       | Satelita rozpoznawczy                                                                                           |
| 137 | 10 lutego 2022, 18:09:37       | Sojuz 2.1a/Fregat-MT    | ELS, Kourou       | Start udany           | OneWeb                                                                        | 34 satelitów telekomunikacyjnych                                                                                |
| 138 | 15 lutego 2022, 04:25:39       | Sojuz 2.1a              | LC-31/6, Bajkonur | Start udany           | Progress MS-19                                                                | Zaopatrzenie MSK                                                                                                |
| 139 | 18 marca 2022, 15:55:18        | Sojuz 2.1a              | LC-31/6, Bajkonur | Start udany           | Sojuz MS-21                                                                   | Dostarczenie załogi na MSK                                                                                      |
| 140 | 22 marca 2022, 12:48:22        | Sojuz 2.1a/Fregat       | LC-43/4, Plesieck | Start udany           | Meridian-M 10                                                                 | Militarny |
| 141 | 7 kwietnia 2022, 10:20:18      | Sojuz 2.1b              | LC-43/4, Plesieck | Start udany           | Kosmos 2554                                                                   | Satelita wywiadowczy                                                                                            |
| 142 | 19 maja 2022, 08:03:32         | Sojuz 2.1a              | LC-43/4, Plesieck | Start udany           | Kosmos 2556                                                                   | Satelita rozpoznawczy                                                                                           |
| 143 | 3 czerwca 2022, 09:32:16       | Sojuz 2.1a              | LC-31/6, Bajkonur | Start udany           | Progress MS-20                                                                | Zaopatrzenie MSK                                                                                                |
| 144 | 7 lipca 2022, 09:18:06         | Sojuz 2.1b/Fregat       | LC-43/4, Plesieck | Start udany           | Kosmos 2557                                                                   | Satelita nawigacyjny                                                                                            |
| 145 | 1 sierpnia 2022, 20:25:48      | Sojuz 2.1w/Wołga        | LC-43/4, Plesieck | Start udany           | Kosmos 2558                                                                   | Satelita rozpoznawczy                                                                                           |
| 146 | 9 sierpnia 2022, 05:52:38      | Sojuz 2.1b/Fregat       | LC-31/6, Bajkonur | Start udany           | Khayyam                                                                       | Satelita obserwacji Ziemi                                                                                       |
| 147 | 21 września 2022, 13:54:49     | Sojuz 2.1a              | LC-31/6, Bajkonur | Start udany           | Sojuz MS-22                                                                   | Dostarczenie załogi na MSK                                                                                      |
| 148 | 10 października 2022, 02:52:32 | Sojuz 2.1b/Fregat       | LC-43/4, Plesieck | Start udany           | Kosmos 2559                                                                   | Satelita nawigacyjny                                                                                            |
| 149 | 21 października 2022, 19:20:15 | Sojuz 2.1w/Wołga        | LC-43/4, Plesieck | Start udany           | Kosmos 2561, Kosmos 2562                                                      | Satelita rozpoznawczy                                                                                           |
| 150 | 22 października 2022, 19:57:09 | Sojuz 2.1b              | 1S, Wostocznyj    | Start udany           | Goniec-M                                                                      | Satelita komunikacyjny                                                                                          |
| 151 | 26 października 2022, 00:20:09 | Sojuz 2.1a              | LC-31/6, Bajkonur | Start udany           | Progress MS-21                                                                | Zaopatrzenie MSK                                                                                                |
| 152 | 2 listopada 2022, 06:47:48     | Sojuz 2.1b/Fregat       | LC-43/4, Plesieck | Start udany           | Kosmos 2563                                                                   | Satelita obrony przeciwrakietowej                                                                               |
| 153 | 28 listopada 2022, 15:13:50    | Sojuz 2.1b/Fregat       | LC-43/4, Plesieck | Start udany           | Kosmos 2564                                                                   | Satelita nawigacyjny                                                                                            |
| 154 | 30 listopada 2022, 21:10;25    | Sojuz 2.1b              | LC-43/4, Plesieck | Start udany           | Kosmos 2565, Kosmos 2566                                                      | Satelity wywiadowcze                                                                                            |
| 155 | 9 lutego 2023, 06:15:36        | Sojuz 2.1a              | LC-31/6, Bajkonur | Start udany           | Progress MS-22                                                                | Zaopatrzenie MSK                                                                                                |
| 156 | 24 lutego 2023, 00:24:29       | Sojuz 2.1a              | LC-31/6, Bajkonur | Start udany           | Sojuz MS-23                                                                   | Dostarczenie załogi na MSK                                                                                      |
| 157 | 23 marca 2023, 06:40:11        | Sojuz 2.1a              | LC-43/4, Plesieck | Start udany           | Kosmos 2567                                                                   | Satelita rozpoznawczy                                                                                           |
| 158 | 29 marca 2023, 19:57:02        | Sojuz 2.1w              | LC-43/4, Plesieck | Start udany           | Kosmos 2568                                                                   | Satelita rozpoznawczy                                                                                           |
| 159 | 24 maja 2023, 12:56:07         | Sojuz 2.1a              | LC-31/6, Bajkonur | Start udany           | Progress MS-24                                                                | Zaopatrzenie MSK                                                                                                |
| 160 | 26 maja 2023, 12:14:51         | Sojuz 2.1a/Fregat       | 1S, Wostocznyj    | Start udany           | Kondor                                                                        | Satelita rozpoznawczy                                                                                           |
| 161 | 27 czerwca 2023, 13:34:49      | Sojuz 2.1b/Fregat       | 1S, Wostocznyj    | Start udany           | Meteor-M + 42 innych małych satelitów                                         | Satelita meteorologiczny                                                                                        |
| 162 | 7 sierpnia 2023, 13:19:25      | Sojuz 2.1b/Fregat       | LC-43/4, Plesieck | Start udany           | Kosmos 2569                                                                   | Satelita nawigacyjny                                                                                            |
| 163 | 10 sierpnia 2023, 23:10:57     | Sojuz 2.1b/Fregat       | 1S, Wostocznyj    | Start udany           | Łuna 25                                                                       | Eksploracja Księżyca                                                                                            |
| 164 | 23 sierpnia 2023, 01:08:10     | Sojuz 2.1a              | LC-31/6, Bajkonur | Start udany           | Progress MS-24                                                                | Zaopatrzenie MSK                                                                                                |
| 165 | 15 września 2023, 15:44:35     | Sojuz 2.1a              | LC-31/6, Bajkonur | Start udany           | Sojuz MS-24                                                                   | Dostarczenie załogi na MSK                                                                                      |
| 166 | 27 października 2023, 06:04:43 | Sojuz 2.1b              | C-43/4, Plesieck  | Start udany           | Kosmos 2570, Kosmos 2571                                                      | Satelita wywiadowczy                                                                                            |
| 167 | 25 listopada 2023, 20:58:06    | Sojuz 2.1b              | C-43/4, Plesieck  | Start udany           | Kosmos 2572                                                                   | Satelita rozpoznawczy                                                                                           |
| 168 | 1 grudnia2023, 09:25:11        | Sojuz 2.1a              | LC-31/6, Bajkonur | Start udany           | Progress MS-25                                                                | Zaopatrzenie MSK                                                                                                |
| 169 | 16 grudnia 2023, 09:17:48      | Sojuz 2.1b/Fregat       | LC-31/6, Bajkonur | Start udany           | Arktika-M                                                                     | Satelita meteorologiczny                                                                                        |
| 170 | 21 grudnia 2023, 08:48:39      | Sojuz 2.1b              | C-43/4, Plesieck  | Start udany           | Kosmos 2573                                                                   | Satelita rozpoznawczy                                                                                           |
| 171 | 27 grudnia 2023, 08:48:39      | Sojuz 2.1w              | C-43/4, Plesieck  | Start udany           | Kosmos 2574                                                                   | Satelita rozpoznawczy                                                                                           |
| 172 | 9 lutego 2024, 07:33:34        | Sojuz 2.1w              | C-43/4, Plesieck  | Start udany           | Kosmos 2575                                                                   | Satelita rozpoznawczy                                                                                           |
| 173 | 15 lutego 2024, 03:25:05       | Sojuz 2.1a              | LC-31/6, Bajkonur | Start udany           | Progress MS-26                                                                | Zaopatrzenie MSK                                                                                                |